# Septoriella phragmitis
Septoriella phragmitis är en svampart som beskrevs av Oudem. 1889. Septoriella phragmitis ingår i släktet Septoriella, klassen Dothideomycetes, divisionen sporsäcksvampar och riket svampar.   Inga underarter finns listade i Catalogue of Life.